# Rezerwat przyrody Źródło Królewskie
Rezerwat przyrody Źródło Królewskie – leśny, częściowy rezerwat przyrody położony na terenie gminy Pionki, w Puszczy Kozienickiej, w granicach Kozienickiego Parku Krajobrazowego. Został utworzony w 2000 roku. Obejmuje zespół źródeł przy rzece Zagożdżonce. Teren, na którym znajdują się źródła, to częściowo rozlewiska tej rzeki.
Rezerwat zajmuje powierzchnię 29,67 ha, natomiast jego otulina liczy 19,171 ha. Został utworzony w celu ochrony:
- lasów liściastych z panującą olszą czarną na siedlisku olsu jesionowego
- lasów mieszanych z dębem szypułkowym
- urozmaiconych krajobrazów z naturalnymi bagnami i kośnymi łąkami w dolinie Zagożdżonki
- naturalnych źródeł i wycieków wodnych na krawędzi tarasu nadzalewowego tej rzeki[3].

Obszar rezerwatu podlega ochronie czynnej.

## Walory przyrodnicze
W rezerwacie odnotowano występowanie ogółem 201 gatunków roślin z 65 rodzin. Z gatunków objętych ochroną ścisłą występują tu m.in.: wawrzynek wilczełyko, bluszcz pospolity, skrzyp olbrzymi, widłak jałowcowaty, lilia złotogłów. Wśród gatunków objętych ochroną częściową w rezerwacie rosną: kruszyna pospolita, kopytnik pospolity, marzanka wonna, konwalia majowa, kalina koralowa.
W okolicach rezerwatu można zaobserwować działalność bobrów. 

## Historia
Według legendy król Władysław Jagiełło zaspokajał swoje pragnienie przy tych źródłach – stąd nazwa rezerwatu. Jeszcze do niedawna przy głównym źródle widoczne było omurowanie z kamienia, które ponoć przetrwało z tamtych czasów. Obecnie zostało zastąpione współczesnym murkiem z piaskowca.

## Turystyka
Trzy źródła zgromadzone są razem (jedno z nich w miejscu, gdzie kiedyś było stare omurowanie). Znajdują się blisko nasypu kolejki wąskotorowej. Czwarte znajduje się po przeciwnej stronie rzeki (informuje o nim tabliczka, droga do pozostałych jest obecnie nieoznakowana).
W kompleksie źródeł zbudowano drewniane pomosty:
- nad czterema większymi źródłami
- przy rozlewiskach Zagożdżonki, z widokiem na bieg rzeki oraz roślinność bagienną
- największy – widokowy, skierowany ku rozlewiskom rzeki.

Dzięki pomostom rezerwat został przystosowany do ruchu turystycznego, ale zmieniły one naturalne otoczenie starych, leśnych źródełek. 
Z rzeką krzyżuje się stary nasyp kolejki wąskotorowej. Częścią atrakcji turystycznej przy Królewskich Źródłach jest stary most kolejowy.
Na terenie rezerwatu znajduje się wiele tablic informacyjnych dla odwiedzających turystów. Zawierają one m.in. opisy roślinności czy kolejki wąskotorowej. Umieszczono tu również drewniane ławeczki ze stolikami.
Niedaleko, na zachód od rezerwatu, znajduje się polana, na której znajdowała się leśniczówka – budynek spłonął 23 sierpnia 2011 r. Niegdyś polana była prawdopodobnie składnicą drewna, ponieważ krzyżuje się na niej wiele nasypów kolejki. Obecnie jest tam kilka drewnianych ławek i stołów (część z nich zadaszona) oraz miejsca przystosowane do palenia ognisk. Przy polanie znajduje się mały parking (dojazd od trasy 737 Radom – Kozienice).
Przez rezerwat przechodzą dwa piesze szlaki turystyczne: czarny MZ-5208s Żytkowice PKP - rezerwat "Zagożdżon" i niebieski MZ/LU-151n Mniszew - Janowiec n. Wisłą.

## Galeria

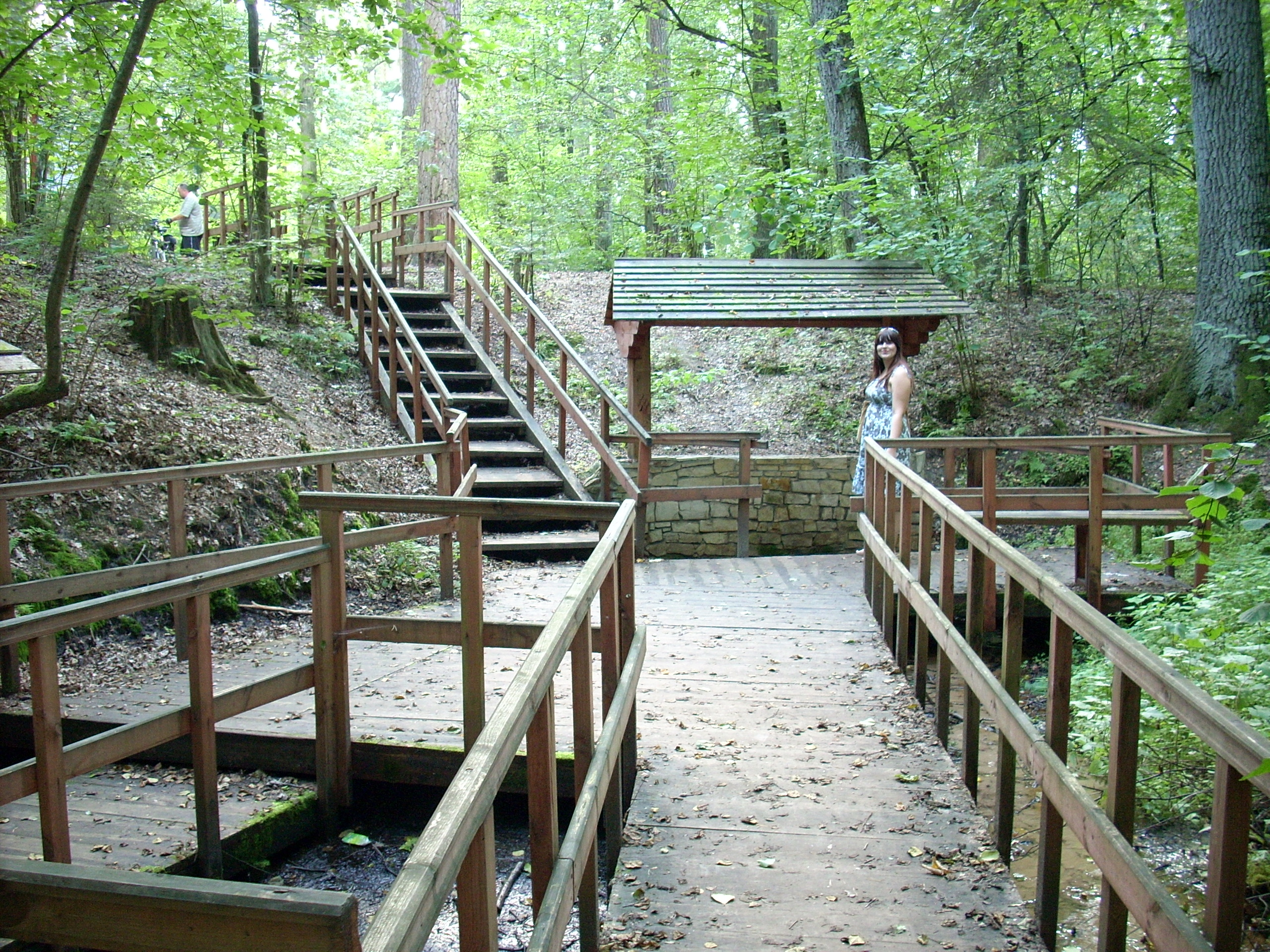
Pomosty przy głównych źródłach
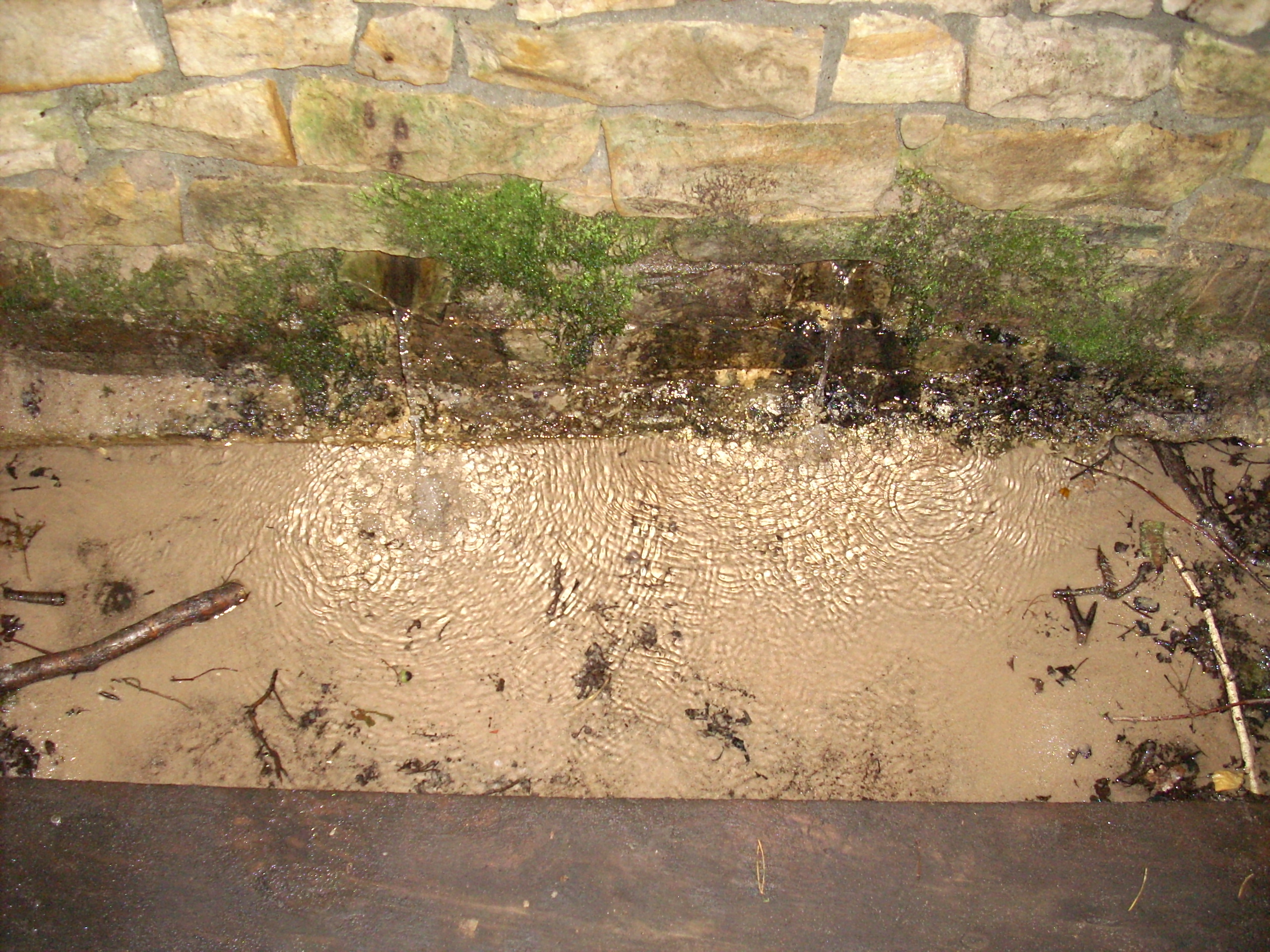
Główne źródło
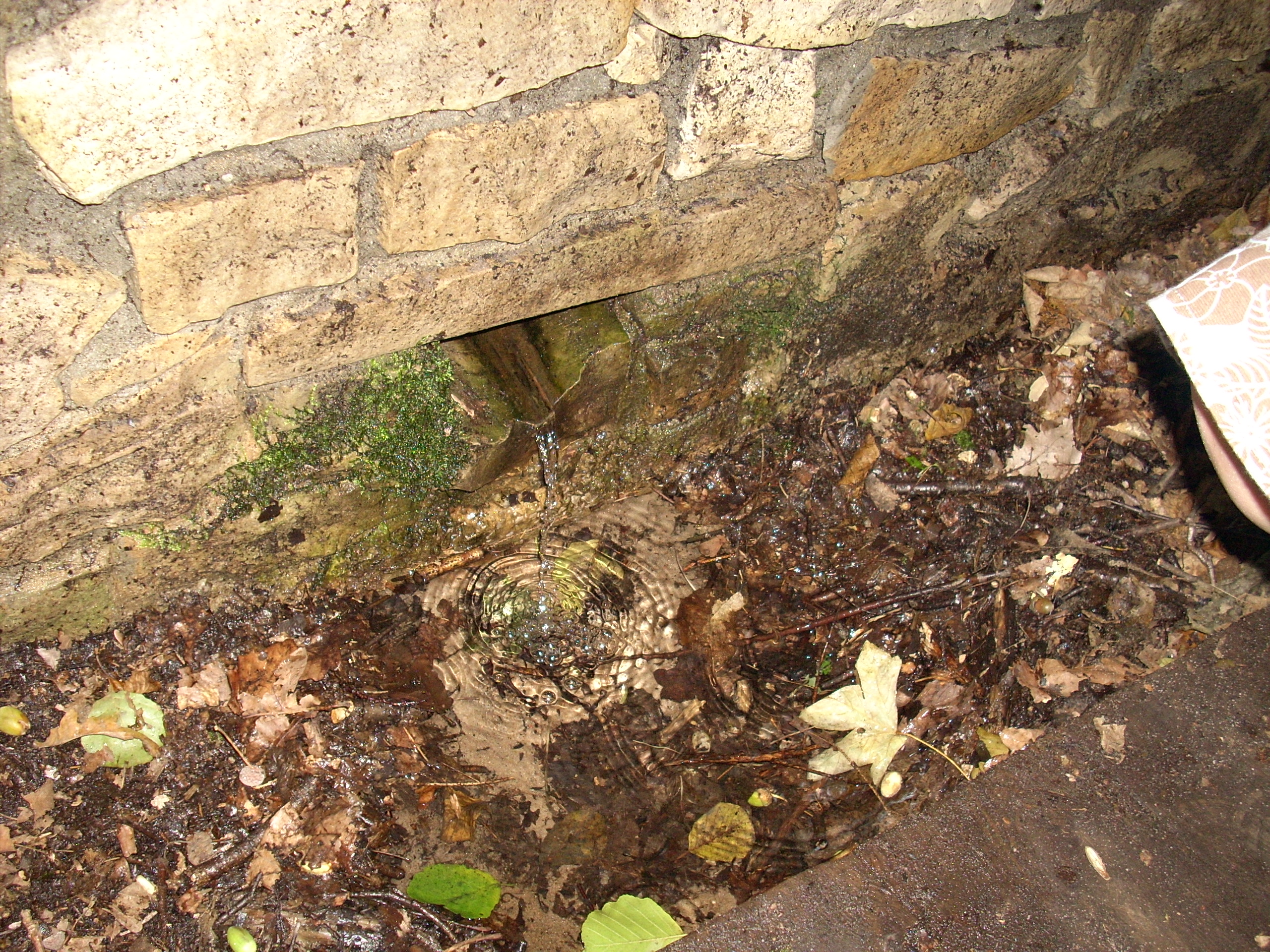
Jedno z zespołu trzech głównych źródeł
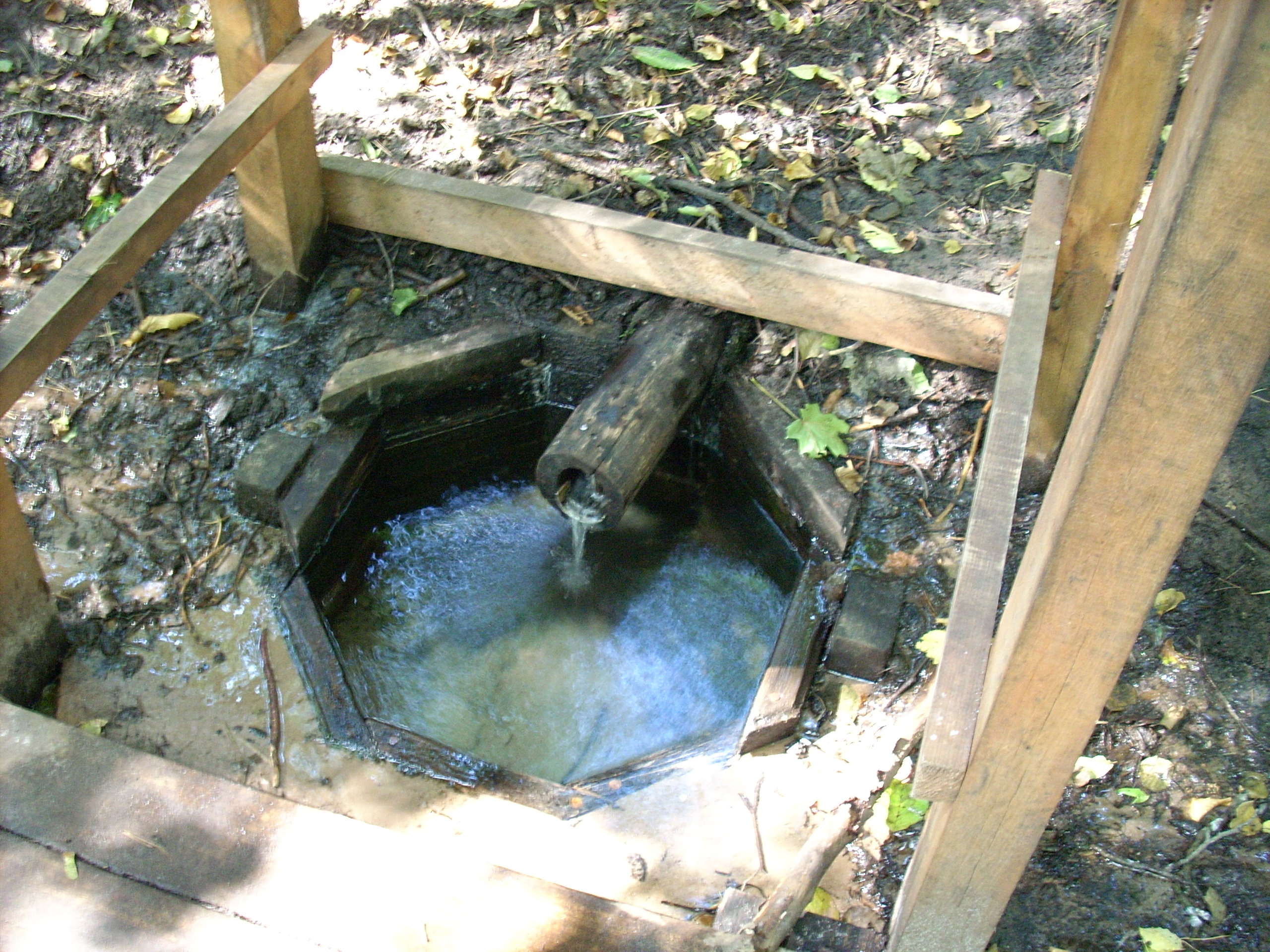
Pojedyncze źródło (czwarte)